# Partena Nikoledu
Partena Nikoledu (grec. Παρθένα Νικολαίδου; ur. 12 lipca 1979 w Kastorii) – grecka koszykarka, występująca na pozycjach silnej skrzydłowej lub środkowej, reprezentantka kraju.

## Osiągnięcia
Na podstawie, o ile nie zaznaczono inaczej.

### Drużynowe
- Mistrzyni Grecji (1998, 2000, 2005, 2016)
- Wicemistrzyni Grecji (1997, 2011, 2013)
- Zdobywczyni Pucharu Grecji (2000, 2016)

### Indywidualne
- Uczestniczka meczu gwiazd ligi greckiej (2001, 2002, 2005)

### Reprezentacja
Seniorska
- Uczestniczka:
  - igrzysk śródziemnomorskich (2005 – 4. miejsce)
  - mistrzostw Europy (2001 – 10. miejsce, 2003 – 9. miejsce, 2005 – 10. miejsce, 2007 – 13. miejsce)[2][3][4]
  - kwalifikacji do Eurobasketu (1999, 2001)

Młodzieżowe
- Uczestniczka:
  - mistrzostw Europy U–16 (1995 – 7. miejsce)[5]
  - kwalifikacji do mistrzostw Europy U–18 (1996)